# Обере-Варнов
Обере-Варнов (нім. Obere Warnow) — громада в Німеччині, розташована в землі Мекленбург-Передня Померанія. Входить до складу району Людвігслуст-Пархім. Складова частина об'єднання громад Пархімер-Умланд.
Площа — 46,47 км2. Населення становить 800 ос. (станом на 31 грудня 2020).